# Wiewiórki (Górowo Iławeckie)
Wiewiórki (deutsch Eichhorn) ist ein Dorf in der polnischen Woiwodschaft Ermland-Masuren. Es gehört zur Landgemeinde Górowo Iławeckie (Landsberg) im Powiat Bartoszycki (Kreis Bartenstein) – bis 1945 zum Kreis Preußisch Eylau in Ostpreußen.

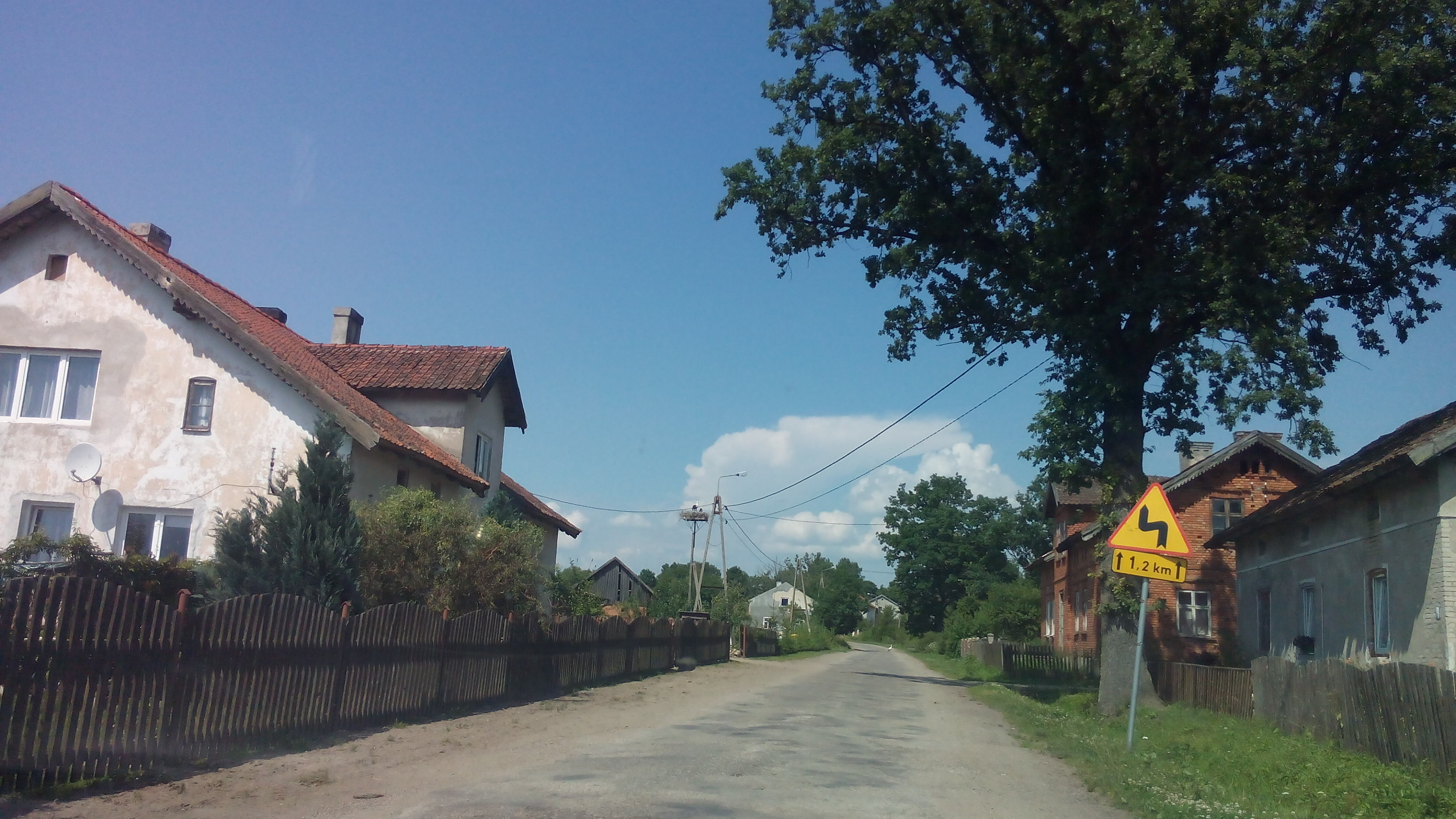
Dorfstraße

## Geographische Lage
Das Dorf liegt in der historische Region Ostpreußen, 13 Kilometer südlich der heute auf russischem Hoheitsgebiet gelegenen früheren Kreisstadt Preußisch Eylau (russisch Bagrationowsk) bzw. 16 Kilometer westlich der jetzigen Kreismetropole Bartoszyce (deutsch Bartenstein).

## Geschichte

Eichhorn, südlich von Königsberg i. Pr., südsüdwestlich der Stadt Preußisch Eylau und westnordwestlich der Stadt Bartenstein, auf einer Landkarte von 1910

Die Ortschaft war mehrere Jahrhundert lang ein Kirchdorf und wurde als Eichorn um 1350 gegründet. Erst nach 1595 erscheint die Namensschreibweise Eichhorn. Eine Windmühle sorgte für überregionale Bedeutung des Dorfes.
Als 1874 der Amtsbezirk Worienen  im ostpreußischen Kreis Preußisch Eylau, Regierungsbezirk Königsberg, gebildet wurde, wurde Eichhorn einbezogen. 371 zählte das Dorf Eichhorn im Jahre 1910
Am 7. Dezember 1925 wurden Teile des Gutsbezirks Neukrug  nach Eichhorn eingemeindet, und am 27. Juni 1926 wurden Teile der Landgemeinde Eichhorn in die Landgemeinde Dixen  umgegliedert.
Am 14. Mai 1930 wurde Eichhorn ein Amtsdorf und damit namensgebend für einen Amtsbezirk. Die Einwohnerzahl des Dorfes belief sich 1933 auf 371 und 1939 auf 337.
Gegen Ende des Zweiten Weltkriegs besetzte im Frühjahr 1945 die Rote Armee die Region. Nach Einstellung der Kampfhandlungen wurde Eichhorn zusammen mit der südlichen Hälfte Ostpreußens von der Sowjetunion  der Volksrepublik Polen zur Verwaltung überlassen. Eichhorn erhielt die polonisierte Ortsbezeichnung „Wiewiórki“. In der Folgezeit wurde die einheimische Bevölkerung von der polnischen Administration aus dem Kreisgebiet vertrieben.
Heute ist das Dorf eine Ortschaft im Verbund der Gmina Górowo Iławeckie (Landgemeinde Landsberg) im Powiat Bartoszycki (Kreis Bartenstein), von 1975 bis 1998 der Woiwodschaft Olsztyn, seither der Woiwodschaft Ermland-Masuren zugehörig. Im Jahre 2021 zählte Wiewiórki 380 Einwohner.

### Amtsbezirk Eichhorn (1930–1945)
In der Zeit seines Bestehens gehörten zum Amtsbezirk Eichhorn drei Orte:
| Deutscher Name | Polnischer Name |
| -------------- | --------------- |
| Dixen          | Deksyty         |
| Eichhorn       | Wiewiórki       |
| Worglitten     | Wargielity      |

## Religion

### Kirchengebäude
Bei der nicht mehr vorhandenen Kirche in Eichhorn handelte es sich um einen chorlosen Feldsteinbau aus dem 15. Jahrhundert. Nachträglich war ein Westturm aus Ziegeln auf Feldsteinfundament vorgelegt worden.
Der Innenraum hatte eine flache Decke. Von Wandmalereien aus der Zeit um 1700 blieben im Lauf der Jahre nur wenige Reste erhalten. Altar, Kanzel und Beichtstuhl waren Schnitzarbeiten um 1720. Wertvoller war eine Kreuzigungsgruppe aus der Mitte des 17. Jahrhunderts.
In der Vorhalle befand sich eine Granittaufe aus der Wende 14./15. Jahrhundert. Der Gutsstand sowie die Orgelempore entstand 1690. Die Orgel war ein Werk des 19. Jahrhunderts. Sie wurde 1931 von der Orgelbauwerkstatt Bruno Goebel aus Königsberg (Preußen) umgebaut. Das Geläut der Kirche bestand aus drei Glocken.

### Kirchengeschichte
Bis in die Zeit des Zweiten Weltkriegs hinein war Eichhorn ein Kirchdorf, das schon in vorreformatorischer Zeit bestand. Zu Beginn der 16. Jahrhunderts übernahmen Prediger der Reformation hier ihren Dienst als evangelische Pfarrer. Gehörte die Kirchengemeinde zu Anfang des 19. Jahrhunderts noch zur Inspektion Kreuzburg, so war sie zuletzt in den Superintendenturbezirk Landsberg  des Kirchenkreises Preußisch Eylau  in der Kirchenprovinz Ostpreußen der Kirche der Altpreußischen Union eingegliedert.
Im Jahre 1925 zählte das weit verstreute Kirchspiel 2200 Gemeindeglieder. Das Kirchenpatronat oblag dem Gutsbesitzer in Worienen.
Flucht und Vertreibung der einheimischen Bevölkerung in der Zeit um 1945 setzten der evangelischen Gemeinde in Eichhorn ein Ende. Die heute mehrheitlich römisch-katholischen Einwohner gehören zur Pfarrei in Górowo Iławeckie (Landsberg) im gleichnamigen Dekanat innerhalb des Erzbistums Ermland. Die Kirche hat die Wirren des Krieges nicht überlebt.

### Kirchspielorte
Zum Kirchspiel Eichhorn gehörten:
| Deutscher Name            | Polnischer Name                  |  | Deutscher Name | Polnischer Name    |
| ------------------------- | -------------------------------- |  | -------------- | ------------------ |
| Dixen                     | Deksyty                          |  | Müggen         | Migi               |
| Dörsen                    | Dzierżno                         |  | Neuendorf      | Nowa Wieś Iławecka |
| Eichhorn                  | Wiewiórki                        |  | Neuhof         | Nowy Dwór          |
| Ernstwalde                | Zabłocie                         |  | Neukrug        | Nowa Karczma       |
| Gallehnen                 | Gałajny                          |  | Stettinnen     | Szczeciny          |
| Glomsienen                | Głamsiny                         |  | Weskeim        | Weskajmy           |
| Klein Kohsten             | Kostki                           |  | Wilhelmshöhe   |                    |
| Kohsten                   | Kosty                            |  | Wokellen       | Wokiele            |
| Klein Maxkeim             | Maskajmy                         |  | Worglitten     | Wargielity         |
| Klein Peisten             | Piasty Małe                      |  | Worienen       | Woryny             |
| Kumkeim mit Vorderkumkeim | Kumkiejmy mit Kumkiejmy Przednie |  | Zipperken      | Czyprki            |

### Pfarrer
An der Kirche Eichhorn amtierten als evangelische Geistliche:
- Paul Heidenreich, 1547
- Wenceslaus Stemler, 1554
- Martin Betzel, ab 1585 (?)
- Martin Neumann, bis 1602
- NN. ab 1602
- Jacob Siwert, 1604–1627
- Bartholomäus Hubius, 1615–1643
- Peter Nicolai, 1644–1645
- Johann Lang, 1645–1665
- Constantin Henning, 1665–1710
- Johann Henning, 1703–1736
- Johann Gottlieb Tietz, 1736–1746
- Johann Chr. Fuhrmann, 1746–1760
- Jacob Carl Kösling, 1769–1784
- Carl Gottlieb Conrad, 1784–1794
- Joh. Immanuel Schiemann, 1794–1808
- Carl Jonathan Gronenberg, 1808–1820
- August Wilhelm Wachhausen, 1820–1831
- Johann Carl Rauschke, 1831–1843
- Carl Eduard Torno, 1843–1850
- Eduard Heinrich Friedr. Horn, 1850–1856
- Adolf Julius Schröder, 1856–1889
- Rudolf Moritz Chr. Krieger, 1890–1902
- Hermann Georg Alb. Pötz, 1902–1909
- Walter Treidel, 1909–1929
- Ludwig Grunwald, 1929–1931
- Julius Alb. Hans Rud. Schmidt, 1932–1945

### Kirchenbücher
Von den Kirchenbüchern der Pfarre Eichhorn haben sich erhalten und werden im Evangelischen Zentralarchiv in Berlin-Kreuzberg aufbewahrt:
Taufen = 1665 bis 1944, Trauungen = 1733 bis 1944, Begräbnisse 1665 bis 1944, Konfirmationen 1738 bis 1781.

## Verkehr
Wiewiórki liegt an der verkehrsreichen polnischen Woiwodschaftsstraße 512 zwischen den Städten Bartoszyce (Bartenstein) und Górowo Iławeckie (Landsberg), außerdem an einer Nebenstraße, die von Piaseczno (Sieslack) nach Norden bis an die polnisch-russische Grenze verläuft – und vor 1945 bis in die Stadt Preußisch Eylau (russisch Bagrationowsk) führte. Eine Anbindung an den Bahnverkehr besteht nicht.